# Holden Apollo
Der Holden Apollo ist ein Mittelklasse-PKW, der von 1989 bis 1997 von Toyota für die australischen Automobilmarke Holden, dem dortigen Ableger von General Motors, als Nachfolger des JE Camira gefertigt wurde.

## Von Jahr zu Jahr

### JK/JL Apollo (1989–1993)
Den Nachfolger des JE Camira lieferte im August 1989 eine Kooperation mit Toyota. Der JK Apollo war im Grund ein Toyota Camry V20, angepasst auf australische Verhältnisse. Wie sein Vorgänger war er in den Ausstattungsvarianten SL, SL/X und SL/E erhältlich, wobei der SL/X durch das Paket A8Q auch zum Executive aufgewertet werden konnte. Den Antrieb bewerkstelligte der bekannte 2,0 l-Reihenvierzylindermotor mit doppelten Nockenwellen und entweder einem Doppelvergaser und 82 kW oder einer EFI-Einspritzung und 88 kW. Ein manuelles Fünfganggetriebe oder eine vierstufige Automatik leiteten die Motorkraft an die Vorderräder weiter. In allen Ausstattungsstufen war der JK Apollo als 4-türige Limousine oder 5-türiger Kombi erhältlich.
Im August gab es ein kleines Facelift zum JL Apollo. Der Vergasermotor war entfallen, ebenso wie die Executive-Modelle. Die Modellpalette begann beim SL, nächste Stufe war der SL/X, dann kam der sportliche GS. Das Spitzenmodell SL/E war nur als Limousine zu bekommen. JK und JL sehen sich sehr ähnlich, wobei der JL etwas mehr Chrom an Kühlergrill und Fenstereinfassungen bietet.
| Modell       | Bezeichnung      | Fahrzeugart       | Bauzeitraum     |
| ------------ | ---------------- | ----------------- | --------------- |
| JK-8JF19     | Apollo SL        | Limousine 4 Türen | 08/1989–08/1991 |
| JK-8JF35     | Apollo SL        | Kombi 5 Türen     | 08/1989–08/1991 |
| JK-8JM19     | Apollo SL/X      | Limousine 4 Türen | 08/1989–08/1991 |
| JK-8JM19-A8Q | Apollo Executive | Limousine 4 Türen | 08/1989–08/1991 |
| JK-8JM35     | Apollo SL/X      | Kombi 5 Türen     | 08/1989–08/1991 |
| JK-8LM35-A8Q | Apollo Executive | Kombi 5 Türen     | 08/1989–08/1991 |
| JK-8JN19     | Apollo SL/E      | Limousine 4 Türen | 08/1989–08/1991 |
| JK-8JN69     | Apollo SL/E      | Kombi 5 Türen     | 08/1989–08/1991 |
| JL-8JF19     | Apollo SL/SL/X   | Limousine 4 Türen | 08/1991–03/1993 |
| JL-8JF35     | Apollo SL/SL/X   | Kombi 5 Türen     | 08/1991–03/1993 |
| JL-8JM19     | Apollo GS        | Limousine 4 Türen | 08/1991–03/1993 |
| JL-8JM35     | Apollo GS        | Kombi 5 Türen     | 08/1991–03/1993 |
| JL-8JN19     | Apollo SL/E      | Limousine 4 Türen | 08/1991–03/1993 |

Der JL Apollo wurde bis März 1993 gebaut.

### JM/JP Apollo (1993–1997)
Im März 1993 wurde der neue, auf dem Toyota Camry XV10 basierende JM Apollo vorgestellt. Er war in seinen Abmessungen etwas gewachsen und immer noch als viertürige Limousine oder fünftüriger Kombi erhältlich. Ganz neu war auch die Motorisierung: Neben dem aufgebohrten Vierzylinder des Vorgängers mit 2,2 l Hubraum und 95 kW Leistung gab es auf Wunsch auch einen V6-Motor mit 24 Ventilen, der aus 2.959 cm3 eine Leistung von 136 kW holte. Der V6 wurde immer mit Automatik geliefert, der R4 war wahlweise mit Schaltgetriebe oder Automatik zu haben. Die einfachste und die luxuriöseste Ausstattungsvarianten SL und SL/E waren entfallen; es gab nur noch den SL/X und den GS. Alle Fahrzeuge hatten Scheibenbremsen an allen vier Rädern, der V6 auf Wunsch auch ABS.
1995 gab es noch einmal ein Facelift, woraus der JP Apollo hervorging. Sein aus zwei hufeisenförmigen, nebeneinander liegenden Öffnungen bestehender Kühlergrill ähnelte dem des VR/VS Commodore.
| Modell   | Bezeichnung | Fahrzeugart       | Bauzeitraum  |
| -------- | ----------- | ----------------- | ------------ |
| JM-8JF19 | Apollo SL/X | Limousine 4 Türen | 03/1993–1995 |
| JM-8JF35 | Apollo SL/X | Kombi 5 Türen     | 03/1993–1995 |
| JM-8JM19 | Apollo GS   | Limousine 4 Türen | 03/1993–1995 |
| JM-8JM35 | Apollo GS   | Kombi 5 Türen     | 03/1993–1995 |
| JP-8JF19 | Apollo SL/X | Limousine 4 Türen | 1995–1997    |
| JP-8JF35 | Apollo SL/X | Kombi 5 Türen     | 1995–1997    |
| JP-8JM19 | Apollo GS   | Limousine 4 Türen | 1995–1997    |
| JP-8JM35 | Apollo GS   | Kombi 5 Türen     | 1995–1997    |

Im Laufe des Jahres 1997 wurde der Apollo vom JR Vectra abgelöst.